# Хауз-Кхас

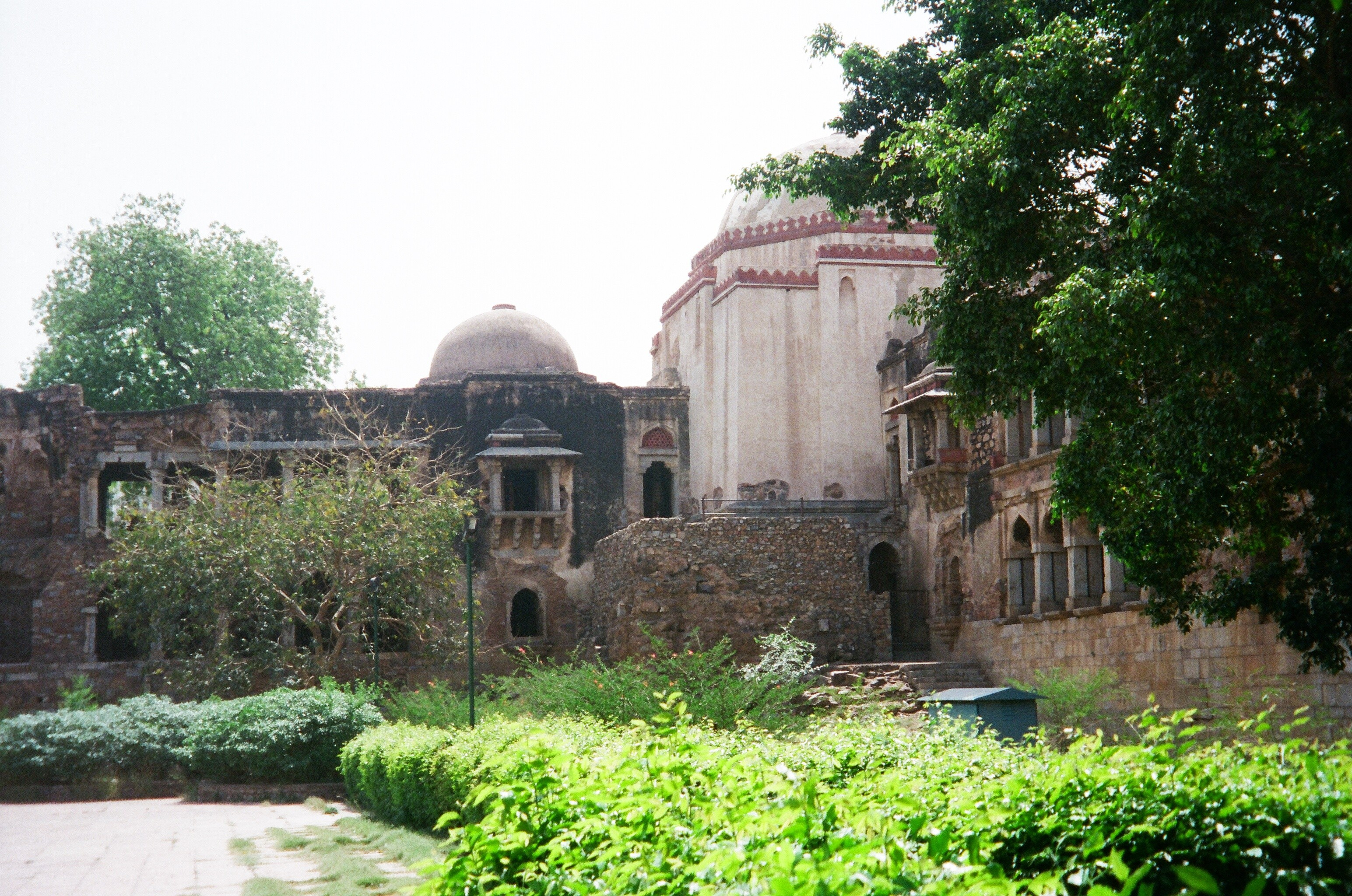
Гробниця Фероз Шаха

28°33′18″ пн. ш. 77°11′31″ сх. д. / 28.555° пн. ш. 77.19194444° сх. д.
Гауз-Кхас (гінді हौज़ ख़ास, пенджаб. ਹੌਜ਼ ਖ਼ਾਸ, урду حوض خاص, англ. Hauz Khas) — мусульманський комплекс в Південному Делі, що містить водойму, медресе, мечеть, гробницю і павільйони, збудовані навколо стародавнього селища, історія якого походить з 13 століття, тобто часів Делійського султанату. Комплекс є частиною Сірі, одного з Семи міст Делі, заснованого алауддіном Хілджі (1296—1316). Назва коплексу походить від слів урду гауз — «водойма» і кхас — «царський», завдяки водоймі, з якої вода постачалася мешканціям Сірі.